# Rampă de urgență

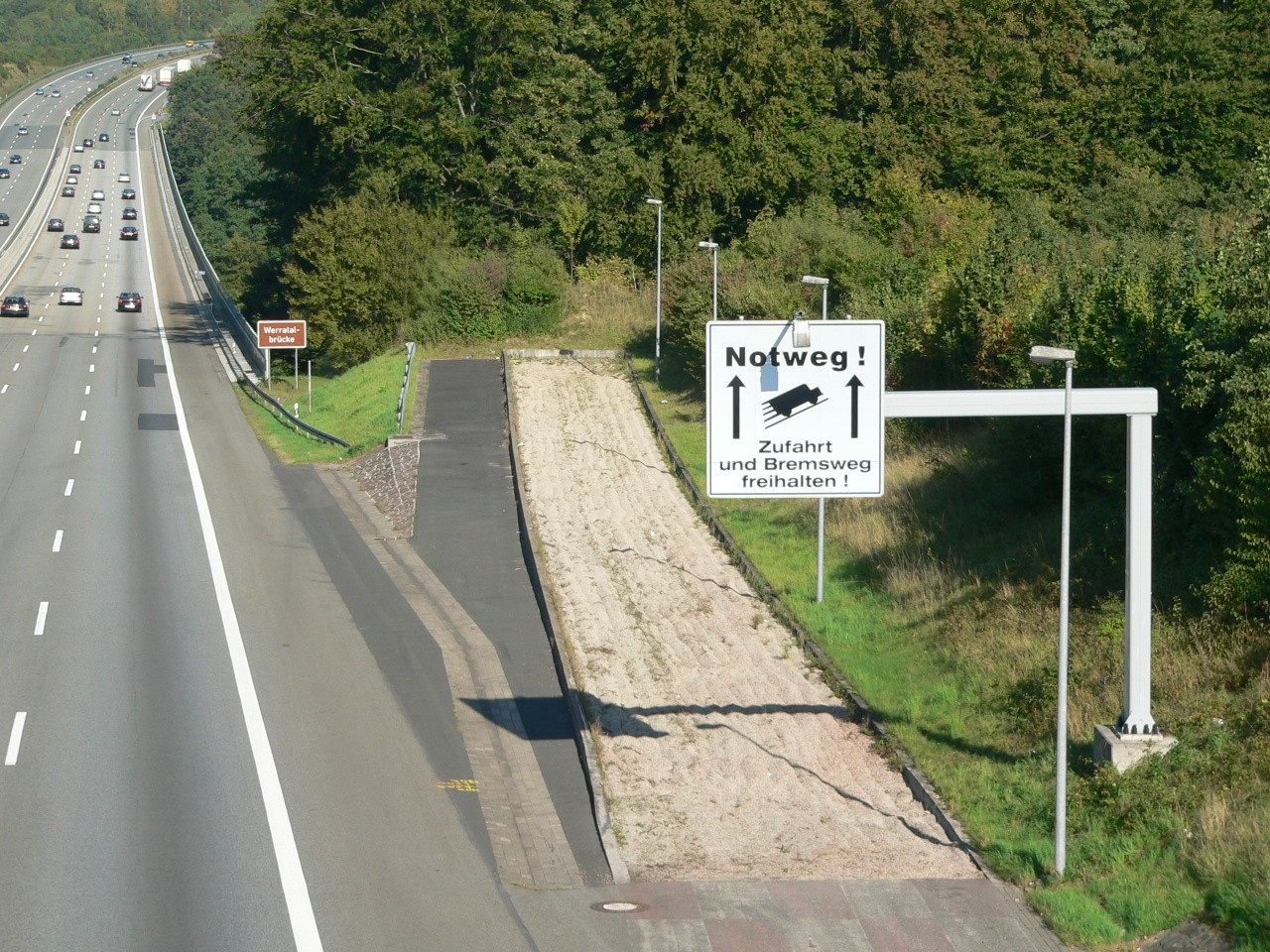
Rampă de urgență pe BAB 7 în apropiere de Hedemünden, Germania

În vocabularul rutier, o rampă de urgență este un dispozitiv care permite oprirea în siguranță a unui vehicul scăpat de sub control sau care nu mai are frâne funcționale. Este de obicei o bandă lungă, plină de nisip, pietriș sau obiecte semi-dure, conectată la o secțiune cu pantă abruptă a unui drum principal și este proiectată pentru a opri camioane sau autobuze de mari dimensiuni. Acesta permite ca energia cinetică a unui vehicul în mișcare să fie disipată treptat, într-un mod controlat și relativ inofensiv, ajutând operatorul să îl oprească în siguranță.
Rampele de urgență sunt adesea amplasate pe sectoare de drum abrupte unde riscul unui defect de frânare este crescut. Declivitățile drumului pot suprasolicita frânele vehiculului, mai ales în cazul camioanelor sau a autobuzelor de cursă lungă, unde frânele se supraîncălzesc și încetează să mai funcționeze datorită utilizării îndelungate. Astfel, rampele sunt amplasate înaintea unei curbe periculoase, a unei intersecții majore sau înaintea unei zone populate.
Deoarece acestea implică extinderea platformei de drum și selectarea unei locații potrivite, adesea în zone muntoase ce necesită săparea în dealuri, costurile se pot ridica până și la un milion de dolari. Acestea pot fi construite în următoarele feluri:
- Cu pietriș/nisip. Pietrișul sau nisipul sunt puse pe o rampă adiacentă drumului, menită să oprească vehiculul scăpat de sub control prin intermediul rezistenței la rulare. Problemele întâlnite la aceste construcții sunt decelerarea bruscă a vehiculului odată intrat în contact cu pietrișul/nisipul, răsturnarea vehiculului datorită vitezei prea mari sau rezistența nisipului fiind afectată de condițiile meteorologice.
- Cu forța gravității. Rampa de urgență este construită cu o declivitate ridicată și îndreptată astfel încât să facă vehiculul să urce, încetinind până când se va opri.
- Cu obiecte: în unele cazuri, rampa este în palier și sunt amplasate mai multe obiecte (bariere din plastic umplute cu apă/nisip, butoaie din oțel, etc) pentru a opri vehiculul. Acestea însă pot cauza daune vehiculului.
- Alte metode.

## Galerie

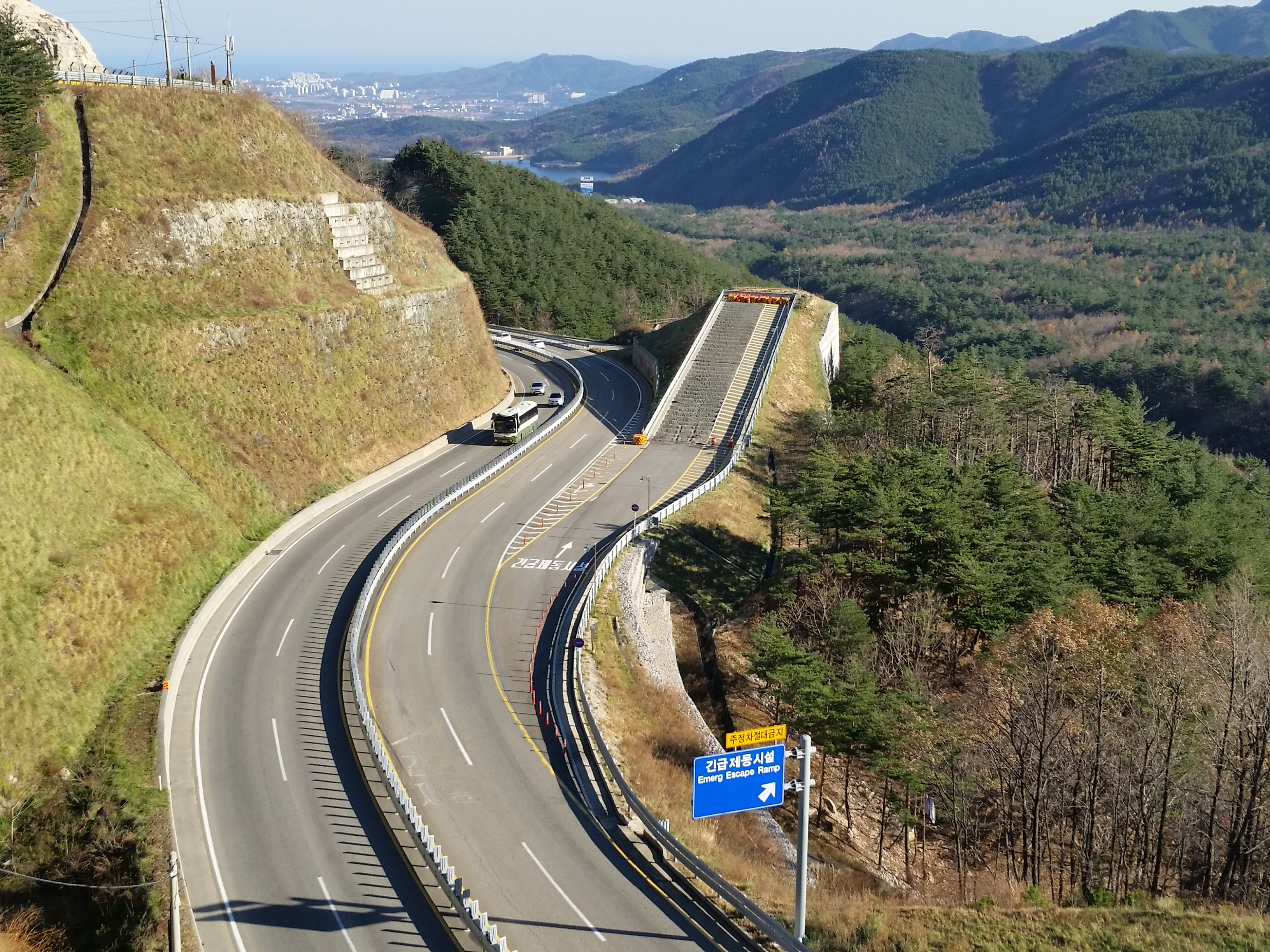
Rampă de urgență cu declivitate ridicată în Provincia Gangwon, Coreea de Sud
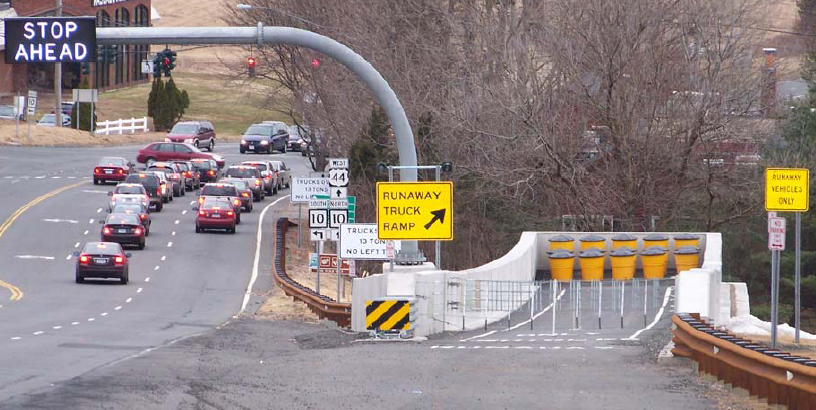
Rampă de urgență cu obiecte în Avon, Connecticut
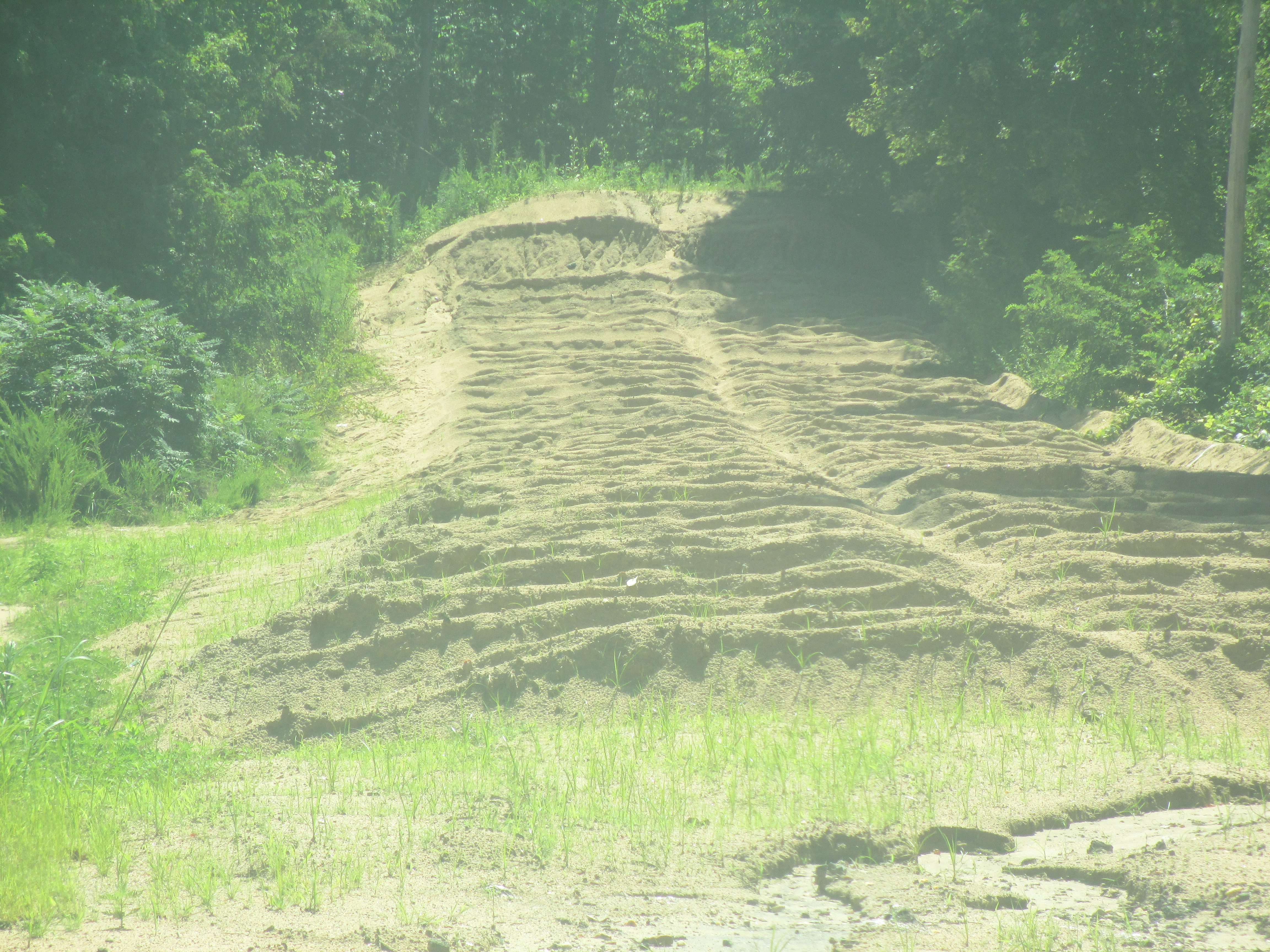
"Dune de nisip" folosite pe post de rampă de urgență în Asheville, Carolina de Nord
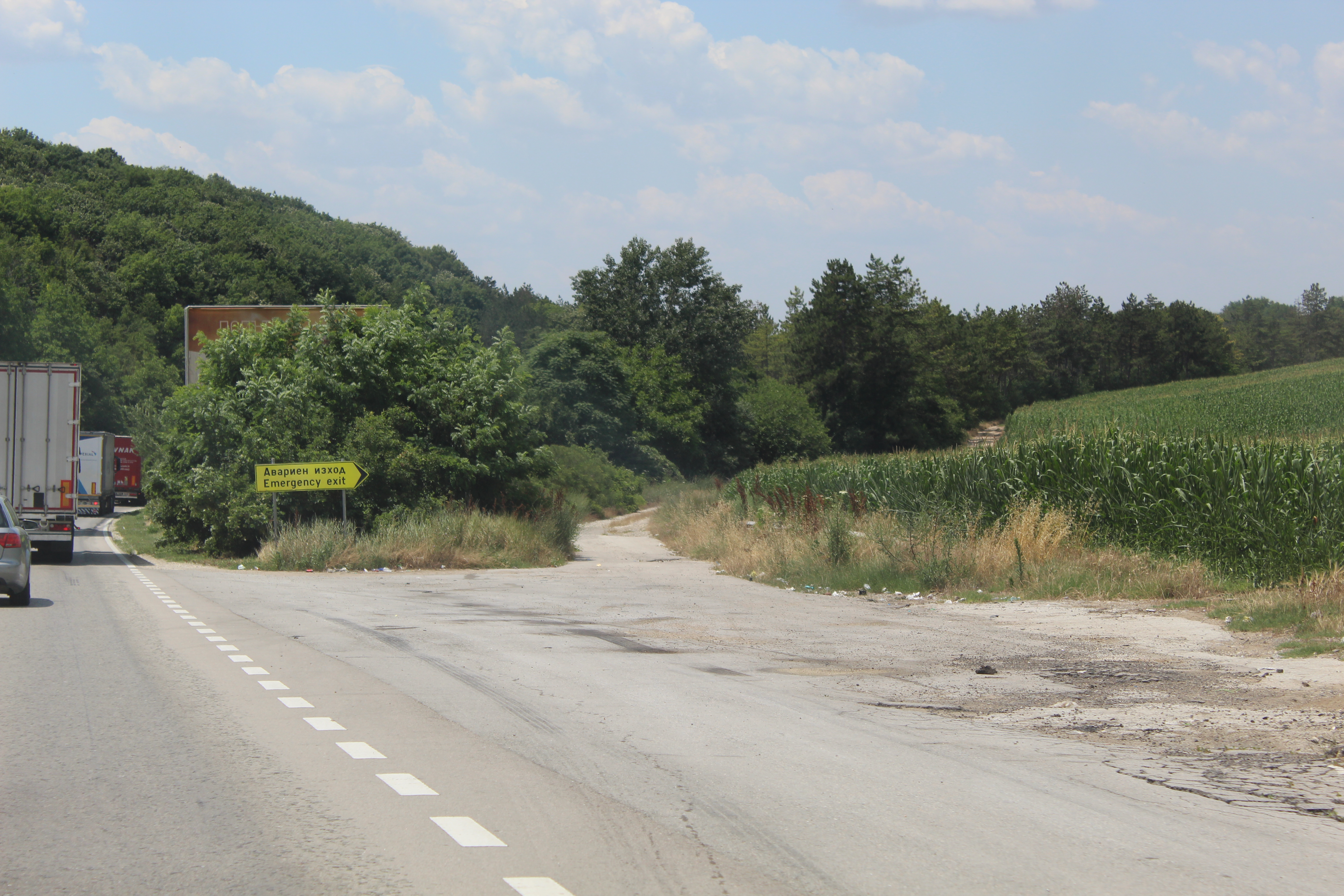
Drum desfundat folosit pe post de rampă de urgență în apropiere de Beala, Bulgaria